# Brevicornu auriculatum
Brevicornu auriculatum är en tvåvingeart som först beskrevs av Edwards 1925.  Brevicornu auriculatum ingår i släktet Brevicornu och familjen svampmyggor. Inga underarter finns listade i Catalogue of Life.